# Bubik István
Bubik István (Budapest, 1958. május 19. – Ceglédbercel, 2004. november 28.) Jászai Mari-díjas magyar színművész, érdemes művész.

## Életpályája
Középiskolai tanulmányait az esztergomi ferences gimnáziumban végezte. 1981-ben szerzett színészdiplomát, majd friss diplomásként a Nemzeti Színházhoz szerződött, ahol már fiatalon olyan jelentős szerepekhez jutott a szakmai kritika és a közönség egyöntetű megelégedésére, mint a Tartuffe címszerepe Moliére darabjában, Shakespeare II. Richárdja, Bánk bán Katona József darabjában, Csongor a Csongor és Tündében, Mercutio Shakespeare Rómeó és Júlia című darabjában, Ádám Madách Imre Az ember tragédiájában illetve István szerepe az István, a király rockoperában. Érzelmeken alapuló, aktív, robbanékony játékstílus jellemezte alakításait.
A nyolcvanas években aktív részese volt az ellenzéki mozgalmaknak. Egyik legemlékezetesebb alakítása Sütő András Advent a Hargitán című darabjának főszerepe Sinkovits Imre és Kubik Anna mellett, mely az aktuális politikai helyzetben különös jelentőségű volt. 1988. június 27. napján az erdélyi német és magyar falvakat érintő falurombolások és Nicolae Ceaușescu diktatórikus politikája ellen szólalt fel a Hősök terén tartott jelentős méreteket öltő tüntetésen. Ezt követően egy évre Londonba utazott, mondván, gondolkodni akar addigi életéről, munkájáról, életben betöltött szerepéről. Ezalatt a színészmesterséget szándékosan mellőzve rakodómunkásként dolgozott.
Hazatérve a Művész Színház társulatához csatlakozott, és itt is maradt egészen annak megszűnéséig. Ezt követően rövid ideig a Thália Színháznál, a Thália Társaságnál, majd a Kelemen László Színkörnél dolgozott, melyet színésztársaival, Eperjes Károllyal és Gáspár Sándorral hozott létre, míg végül 2000-ben az Új Színházhoz szerződött.
Emlékezetes alakításai közé tartozik a Szinetár Miklós rendezte Tartuffe címszerepe a Várszínházban, a Kis Csaba által rendezett Othello Jágója az Új Színházban, későbbi szerepei közül pedig a Szentivánéji álom takácsa, Tompor (Zuboly neve a Nádasdy Ádám-féle fordításban).
A mozikedvelők ismerhetik Szabó István A napfény íze című filmjéből vagy a szintén 1999-ben a mozikba kerülő Hídember című alkotásból, de Bubik alakította a 2002-ben Dér András által rendezett A kanyaron túl című filmdráma főszerepét is, mely rendkívüli kritikai sikert aratott.
A fentieken túl több híres szinkronszerepe volt, mint például Forrest Gump című filmben ő adta Tom Hanks hangját, a Rocky és a Cobra című filmekben Sylvester Stallone hangját, illetve a Négybalkezes című filmben Gérard Depardieu hangját.  
A tévénézők a Nyolc évszak című televíziós sorozatból ismerhették meg a nyolcvanas években, ugyanakkor az 1990-es évek Magyarországán indult kereskedelmi televízióknak soha egyetlen meghívását sem fogadta el. Ennek okát a tévécsatornák kulturális színvonalával, elfogadhatatlan értékrendjével és azzal magyarázta, hogy a minőségi drámai színjátszást teljesen mellőzik a műsorgyártásból.
2004. november 28-án reggel az előző napi szolnoki előadása után hazafelé autóbalesetben vesztette életét a 4-es főúton Ceglédbercel közelében.

Mint azt a későbbi rendőrségi vizsgálatok megállapították, Bubik ittasan ült autóba. Az igazságügyi szakértői vizsgálat 1,51-2,50 ezrelék közötti alkoholszintet mért a színész vérében.

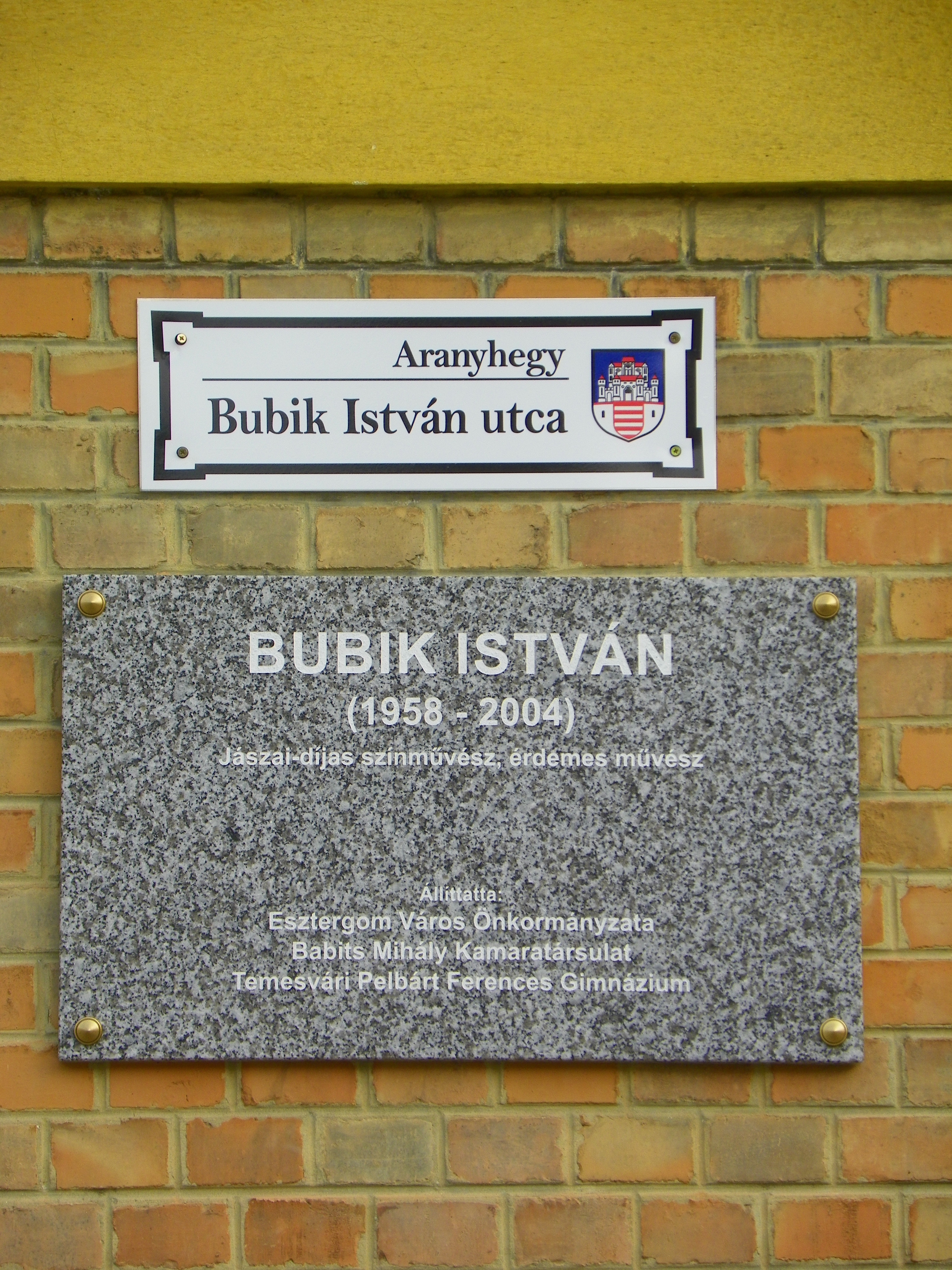
A róla elnevezett utca és emléktáblája Esztergomban

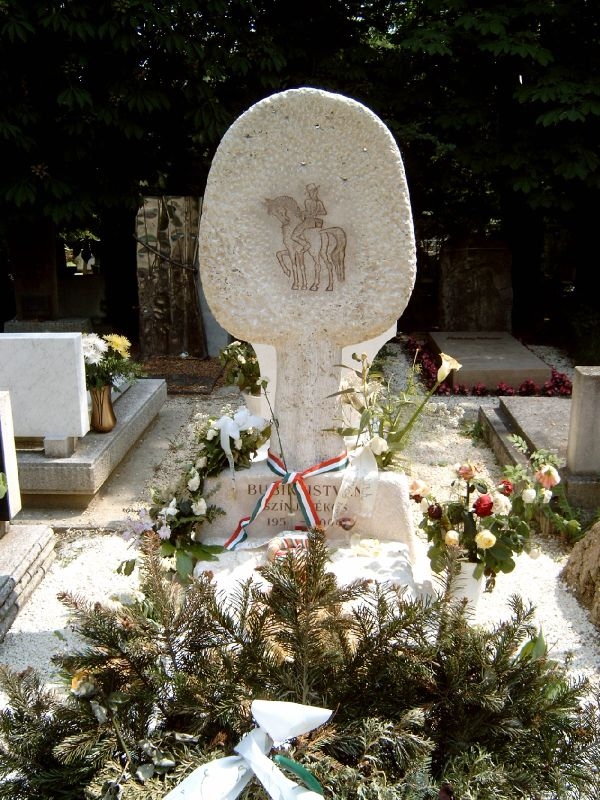
Bubik István sírja Budapesten. Farkasréti temető: 25. Alkotó: Kő Pál.

Művésztársai a színész emlékére létrehozták a Bubik István-díjat, mely a Magyar Művészetért díjrendszer önálló értékű díja. A kuratórium elnöke Kubik Anna. Az elismerést évente ítélik oda, 35 évesnél fiatalabb színész vagy rendező érdemelheti ki.
Bubik halálát követően az Új Színház a színészről nevezte el stúdiószínpadát. Emellett Orosházán a művelődési ház kamaraterme, Budapesten a Csili Művelődési Központ színházterme és Maglódon a MAGHÁZ színházterme is az ő nevét viseli.
Tekintettel arra, hogy Bubik szenvedélyes lovas és az ügető rendszeres vendége, versenyek rendszeres résztvevője volt, a Kincsem Park legnagyobb szabadtéri versenyén, a hagyományos szilveszteri ügetőn emlékére minden évben megrendezésre kerül a Bubik István emlékverseny.
Halála után Esztergomban utcát neveztek el róla.

### Családja
Az 1980-as években együtt élt Spilák Klára színésznővel. Felesége Rémi Tünde néptáncos volt. Egy közös gyermekük született: Bubik Réka Hajnalka, aki színésznek tanul. Egy másik kapcsolatából Szentandrássy Hédi képzőművésszel szintén van egy lánya, Kincső.

## Színházi szerepeiből
A Színházi adattárban regisztrált bemutatóinak száma: 93; ugyanitt ötvenöt színházi felvételen is látható.
- Henry Wadsworth Longfellow: Hiawata
- Molière: Az úrhatnám polgár (Cléonte)
- Horace McCoy: A lovakat lelövik, ugye? (Egy úr a rendőrségről)
- Verebes István: Kettős ünnep (Kovács)
- Hubay Miklós: Túsz-szedők (Orestes)
- Bertolt Brecht: Háromgarasos opera (Ede);[24] Bicska Maxi[25]
- Alexandre Dumas: A kaméliás hölgy (Duval Armand)
- Georg Büchner: Wojzeck (Kapitány)
- Shakespeare: Szentivánéji álom (Tompor Miklós)

## Filmjei

### Játékfilmek
- Vérszerződés (1983)
- Az óriás (1984)
- Elysium (1986)
- Volt egyszer egy légió (1989)
- A halálraítélt (1989)
- A napfény íze (1999)
- Glamour (2000)
- Kanyaron túl (2002)
- A Hídember (2002)
- Szent Iván napja (2003)
- Az ember, aki nappal aludt (2003)

### Tévéfilmek
- Szerelmem, Elektra (1980)
- Rettegés és ínség a Harmadik Birodalomban (1980)
- A Mi Ügyünk, avagy az utolsó hazai maffia hiteles története (1980)
- Hogyan csináljunk karriert? (1981)
- Nápolyi mulatságok (1982)
- Történetek a vonaton (1983)
- A tanítónő (1985)
- Nyolc évszak 1-8. (1987)
- Bánk bán (1987)
- Ítéletidő (1987)
- A férfi, aki virágot hord a szájában (1989)
- Royce (1994)
- Advent a Hargitán (1994)
- Istálló (1995)
- Az öt zsaru (1998)
- Kisváros (2000 - tévésorozat)
- Az alkotás folyamata (2001)
- A titkos háború (2002)

## Díjai
- Rajz János-díj (1983, 1990)
- Jászai Mari-díj (1985)
- Farkas–Ratkó-díj (1986)
- Erzsébet-díj (1988)
- Magyar Művészetért díj (1988)
- Érdemes művész (2000)
- POSZT: Legjobb férfi főszereplő (2001)[5]
- Ivánka Csaba-díj (2004)

## Kapcsolódó szócikk
- Bubik István-díj